# National Basketball Association

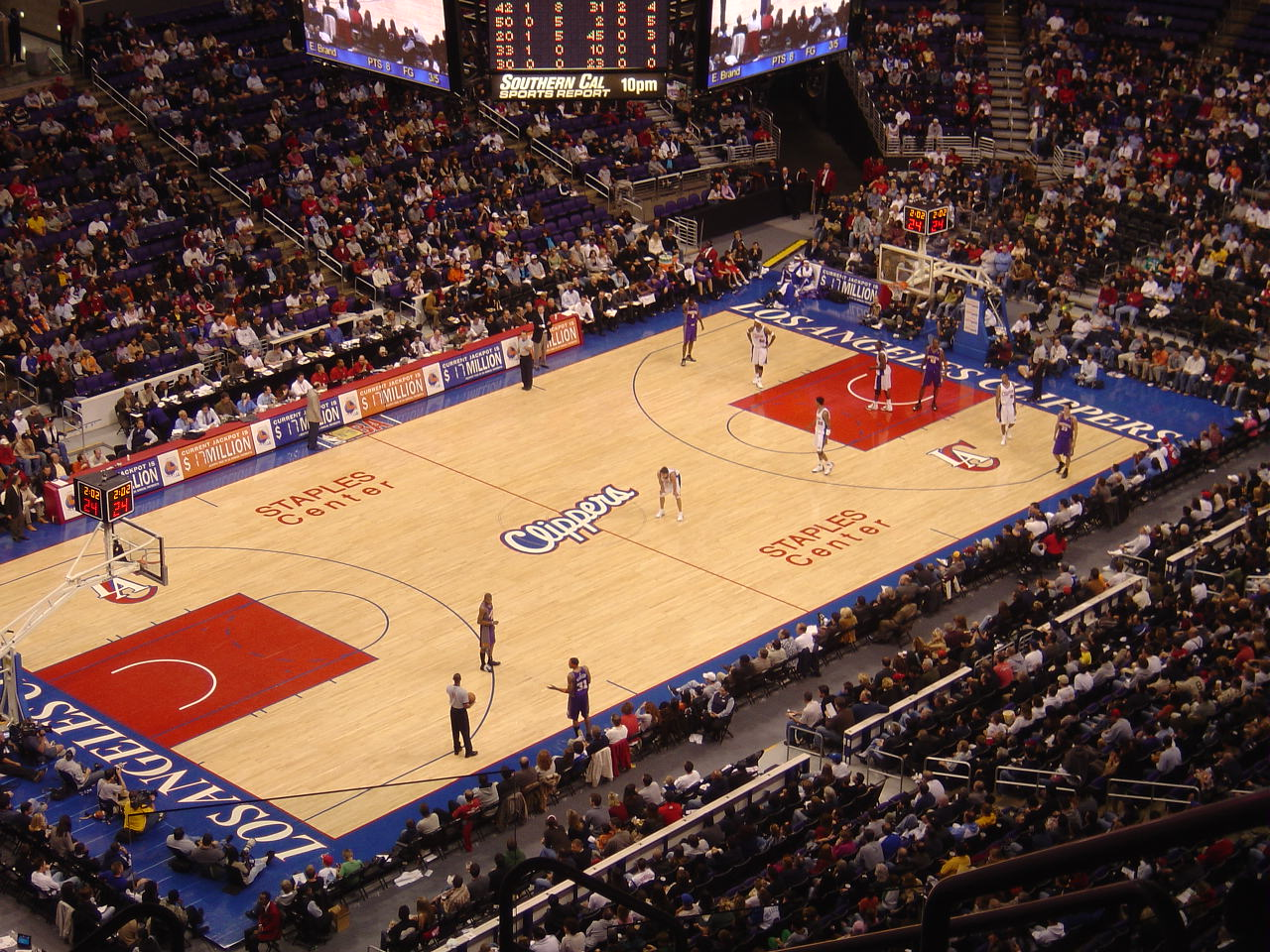
En match mellan LA Clippers och Phoenix Suns i NBA, 2004.

National Basketball Association (NBA), är en professionell basketliga i Nordamerika med lag från både Kanada och USA. Ligan grundades den 6 juni 1946, men hette då Basketball Association of America (BAA). Man bytte namn till NBA 1949, när man gick ihop med den konkurrerande ligan National Basketball League (NBL). 1976 gick även American Basketball Association (ABA) ihop med NBA.

## Historia

### Basketball Association of America (BAA)
Basketball Association of America (BAA) grundades 1946 av ägarna till de större ishockeyarenorna i nordöstra och mellanvästra USA, och Kanada. Den 1 november 1946 i Toronto, Kanada, var Toronto Huskies värd för den första matchen som spelats i ligans historia, mot New York Knickerbockers i Maple Leaf Gardens.
Även om det hade funnits tidigare försök till professionella basketligor, American Basketball League (ABL) och National Basketball League (NBL), var BAA den första ligan som främst spelade i stora arenor i större städer. Under de första åren var kvaliteten på spelet i BAA inte signifikant bättre än i konkurrerande ligor eller bland ledande oberoende klubbar som Harlem Globetrotters. Till exempel, finalisten i ABL 1948, Baltimore Bullets flyttade till BAA och vann ligan 1948, och NBL-mästaren 1948, Minneapolis Lakers, vann 1949 BAA-titeln.

### National Basketball Association (NBA)
Den 3 augusti 1949 kom BAA överens om att gå samman med NBL, vilket skapade nya National Basketball Association (NBA). Den nya ligan innehöll sjutton lag som låg i en blandning av stora och små städer, samt stora arenor och mindre gymnastiksalar och vapenförråd. 1950 minskade NBA till elva lag, en process som fortsatte fram till 1953/1954, då ligan nådde sin minsta storlek, åtta lag som alla fortfarande är med i ligan (Knicks, Celtics, Warriors, Lakers, Royals/Kings, Pistons, Hawks och Nationals/76ers). Minskningsprocessen gjorde att ligans lag från mindre städer flyttade till större städer. Hawks flyttade från "Tri-Cities" (området är numera känt som Quad Cities) till Milwaukee (1951) och senare till St. Louis (1955); Royals från Rochester till Cincinnati (1957) och Pistons från Fort Wayne till Detroit (1957).
Även om japansk-amerikanska Wataru Misaka tekniskt sett bröt spärren för "färgade" att spela i NBA säsongen 1947/1948, när han spelade för New York Knicks, är 1950 känt som året då "färgade" fick börja spela i NBA. Detta år tog flera lag in afroamerikaner, bland annat Chuck Cooper i Boston Celtics, Nat "Sweetwater" Clifton i New York Knicks och Earl Lloyd i Washington Capitols. Under denna period vann Minneapolis Lakers, som leddes av centern George Mikan, fem NBA-mästerskap och etablerade sig som ligans första dynasti.
För att uppmuntra skott och motverka passivt spel införde ligan 24 sekunders-skottklockan 1954. Om ett lag inte försöker göra mål (eller bollen inte kommer i kontakt med basketkorgen) inom 24 sekunder efter ha fått bollen, stoppas spelet och bollen ges över till motståndaren.

## Lag

### Nuvarande lag
| Conference | Division  | Lagnamn                | Ort/stad                   | Arena                      | Kapacitet (åskådare) | Bildat | Anslöt |
| ---------- | --------- | ---------------------- | -------------------------- | -------------------------- | -------------------- | ------ | ------ |
| Eastern    | Atlantic  | Boston Celtics         | Boston, Massachusetts      | TD Garden                  | 19 156               | 1946   | 1946   |
| Eastern    | Atlantic  | Brooklyn Nets          | Brooklyn, New York         | Barclays Center            | 17 732               | 1967   | 1976   |
| Eastern    | Atlantic  | New York Knicks        | New York, New York         | Madison Square Garden      | 19 812               | 1946   | 1946   |
| Eastern    | Atlantic  | Philadelphia 76ers     | Philadelphia, Pennsylvania | Xfinity Mobile Arena       | 20 478               | 1946   | 1949   |
| Eastern    | Atlantic  | Toronto Raptors        | Toronto, Ontario           | Scotiabank Arena           | 19 800               | 1995   | 1995   |
| Eastern    | Central   | Chicago Bulls          | Chicago, Illinois          | United Center              | 20 917               | 1966   | 1966   |
| Eastern    | Central   | Cleveland Cavaliers    | Cleveland, Ohio            | Rocket Mortgage Fieldhouse | 19 432               | 1970   | 1970   |
| Eastern    | Central   | Detroit Pistons        | Detroit, Michigan          | Little Caesars Arena       | 20 332               | 1937   | 1948   |
| Eastern    | Central   | Indiana Pacers         | Indianapolis, Indiana      | Gainbridge Fieldhouse      | 17 923               | 1967   | 1976   |
| Eastern    | Central   | Milwaukee Bucks        | Milwaukee, Wisconsin       | Fiserv Forum               | 17 341               | 1968   | 1968   |
| Eastern    | Southeast | Atlanta Hawks          | Atlanta, Georgia           | State Farm Arena           | 16 600               | 1946   | 1949   |
| Eastern    | Southeast | Charlotte Hornets      | Charlotte, North Carolina  | Spectrum Center            | 19 077               | 1988   | 1988   |
| Eastern    | Southeast | Miami Heat             | Miami, Florida             | Kaseya Center              | 19 600               | 1988   | 1988   |
| Eastern    | Southeast | Orlando Magic          | Orlando, Florida           | Kia Center                 | 18 846               | 1989   | 1989   |
| Eastern    | Southeast | Washington Wizards     | Washington, D.C.           | Capital One Arena          | 20 356               | 1961   | 1961   |
| Western    | Northwest | Denver Nuggets         | Denver, Colorado           | Ball Arena                 | 19 520               | 1967   | 1976   |
| Western    | Northwest | Minnesota Timberwolves | Minneapolis, Minnesota     | Target Center              | 18 798               | 1989   | 1989   |
| Western    | Northwest | Oklahoma City Thunder  | Oklahoma City, Oklahoma    | Paycom Center              | 18 203               | 1967   | 1967   |
| Western    | Northwest | Portland Trail Blazers | Portland, Oregon           | Moda Center                | 19 393               | 1970   | 1970   |
| Western    | Northwest | Utah Jazz              | Salt Lake City, Utah       | Delta Center               | 18 306               | 1974   | 1974   |
| Western    | Pacific   | Golden State Warriors  | San Francisco, Kalifornien | Chase Center               | 18 064               | 1946   | 1946   |
| Western    | Pacific   | Los Angeles Clippers   | Inglewood, Kalifornien     | Intuit Dome                | 18 000               | 1970   | 1970   |
| Western    | Pacific   | Los Angeles Lakers     | Los Angeles, Kalifornien   | Crypto.com Arena           | 19 079               | 1947   | 1948   |
| Western    | Pacific   | Phoenix Suns           | Phoenix, Arizona           | PHX Arena                  | 16 645               | 1968   | 1968   |
| Western    | Pacific   | Sacramento Kings       | Sacramento, Kalifornien    | Golden 1 Center            | 17 608               | 1923   | 1948   |
| Western    | Southwest | Dallas Mavericks       | Dallas, Texas              | American Airlines Center   | 19 200               | 1980   | 1980   |
| Western    | Southwest | Houston Rockets        | Houston, Texas             | Toyota Center              | 18 055               | 1967   | 1967   |
| Western    | Southwest | Memphis Grizzlies      | Memphis, Tennessee         | FedExForum                 | 18 119               | 1995   | 1995   |
| Western    | Southwest | New Orleans Pelicans   | New Orleans, Louisiana     | Smoothie King Center       | 16 867               | 2002   | 2002   |
| Western    | Southwest | San Antonio Spurs      | San Antonio, Texas         | Frost Bank Center          | 18 418               | 1967   | 1976   |

### Tidigare lag
- Not: Inom parentes står det mellan vilka år laget spelat i NBA

## Priser
Varje år delas flera priser ut till olika spelare och ledare. Röstningen för priserna sker direkt efter grundseriens slut av 125 journalister ifrån USA och Kanada. Hur de röstar är olika för varje pris, men vanligast är att de får rösta på en etta, två och en trea. Den spelare eller tränare som får en röst som etta får till exempel 5 poäng, för en röst som tvåa 3 poäng och som trea 1 poäng. När poängen räknas ihop så vinner personen med högst poäng, oavsett antal röster på förstaplats.
- NBA Most Valuable Player Award
- NBA Rookie of the Year Award
- NBA Defensive Player of the Year Award
- NBA Most Improved Player Award
- NBA Sixth Man of the Year Award
- NBA Sportsmanship Award
- J. Walter Kennedy Citizenship Award
- NBA Coach of the Year Award

## Lista över kommissarier
De som har innehaft rollen som kommissarie (högsta chefen) för NBA:
- Maurice Podoloff (1946–1963)
- Walter Kennedy (1963–1975)
- Larry O'Brien (1975–1984)
- David Stern (1984–2014)
- Adam Silver (2014–)